# Screen Gems
Screen Gems, Inc. er en amerikansk filmproduktions og distributionsvirksomhed, der er en division af Sony Pictures' Motion Picture Group,
et datterselskab af det japanske multinationale konglomerat, Sony Corporation.
Det har tjent flere forskellige formål for sine moderselskaber gennem årtierne siden dets oprettelse i 1933. Screen Gems er i øjeblikket specialiseret i genrefilm, hovedsagelig gys.